# Root

Root (от англ. root — корень; читается «рут»), или су́перпо́льзователь — это специальный аккаунт или группа пользователей в UNIX-подобных системах с идентификатором пользователя UID 0 (User IDentifier), владелец которого имеет право на выполнение всех без исключения операций. 
Суперпользователь UNIX-систем имеет логин «root» только по умолчанию и легко переименовывается при необходимости. Пользователей с правами, аналогичными root, в системе может быть больше одного, для этого пользователь должен принадлежать к группе Root. Рут-доступ на Android — специальная учётная запись в системе, обладатель которой может выполнить абсолютно любые действия в операционной системе.
Такая схема была придумана для облегчения администрирования. К примеру, на серверах Novell начинающие администраторы нередко допускают ошибку, «даря независимость» ветвям каталогов (теряя над ними всякий контроль); в UNIX подобное невозможно.
Пользователь root может становиться другим пользователем с помощью операции setuid(), но не наоборот. Обычно это используется в целях безопасности, когда сервер при запуске собирает какую-то информацию о системе (для чего необходимы права суперпользователя), а затем отдаёт свои привилегии. Также суперпользователь может осуществить вход в систему от имени другого пользователя при помощи команды su, при этом для входа не потребуется вводить пароль. Администратор может прибегнуть к этому для осуществления контроля над пользователями или помощи в исправлении неполадок.

## Root-доступ на Android
На данный момент смартфонами и планшетами под управлением операционной системы Android пользуются всё больше и больше пользователей. Как упоминалось выше, root — это доступ ко всем данным компьютера и возможности их изменения. Так, OS Android имеет свой корневой каталог, который защищен от большинства пользователей, но существуют способы получения доступа ко всем файлам устройства. Процесс получения root-прав называется "рутированием" устройства в русском компьютерном жаргоне.
"Рутирование" делается в большинстве случаев для того, чтобы максимально настроить устройство под себя (полная настройка аудио, видео, или даже микрофона), или удаления множества установленных вместе с заводской прошивкой приложений, которые обычно не нужны и при этом занимают много места во встроенном SSD устройства, и часто исполняются в фоне, используя оперативную память и процессорное время, таким образом снижая производительность гаджета. Именно благодаря root-доступу пользователь может получить «безграничный» доступ ко всем файлам на устройстве под управлением Android. Так как iOS тоже является UNIX-подобной системой, на устройствах Apple есть похожий на рутирование процесс, который называется джейлбрейк (с англ. — «jailbreak» — побег из тюрьмы).
На некоторых устройствах root-доступ уже предустановлен (часто на устройствах китайских фирм).
У этого процесса есть свои плюсы и минусы.

### Минусы root-доступа
- Не все пользователи смогут получить безграничные права доступа ко всем файлам на устройстве, однако это в то же время это плюс, так как неопытный пользователь тем самым не сможет легко нарушить основные функции операционной системы, что убережёт его от необходимости перепрошивки (переустановки ОС);
- Если пользователь Android не обладает достаточной информационной базой, то он вероятнее всего испортит свой гаджет (на жаргоне компьютерщиков это называется «кирпич», «окирпичить» — "убить" свой гаджет необдуманными действиями над операционной системой, затронув важные системные файлы и функции ядра, при этом телефон либо не включится, либо он войдёт в «бутлуп» (цикличная перезагрузка) чем добьётся получения повышенных прав, в некоторых случаях покажет экран ошибки (такой как "Your Device is Corrupted, It can't be trusted and will not boot") или "Tux" на экране - в случае с Tux - устройство не может найти загрузчик операционной системы, либо загрузчик повреждён;
- Безопасность устройства, скорее всего, снизится;
- Любые программы, в том числе и вредоносные, могут получить root-доступ и причинить вред устройству вплоть до "окирпичивания" (однако если установить специальный менеджер, например, SuperSU или Magisk, то программы, не имеющие разрешения, не смогут получить root-доступ);
- root-доступ действителен до следующей перепрошивки или сброса (на большинстве устройств root-доступ удаляется только полной перепрошивкой) есть также Temporary Root, действующий до первой перезагрузки;
- Гарантия от производителя теряет свою силу уже на этапе разблокировки загрузчика, в устройствах с разблокированным загрузчиком любое изменение заводских программных компонентов (не только получение root-доступа, но и установка пользовательского Recovery или сторонней сборки Android, а также любое изменение системных файлов) точно так же приводит к автоматическому аннулированию гарантии.[источник не указан 916 дней] При этом не обязательно иметь модификации на момент обращения в сервисный центр, достаточно оставить следы модификаций. Так, например, на устройствах Samsung начиная с определённого момента даже после отката изменений, счетчик Knox будет иметь значение 0x1, что является поводом для отказа в обслуживании;
- Пользователь лишится технической поддержки от производителя устройства.
- Некоторые приложения перестанут работать, например приложения банков и платёжных систем, так как устройство после рутирования не является доверенным.

### Плюсы root-доступа
- Получив доступ ко всем файлам системы, вы можете производить любые манипуляции связанные с вашим устройством, вплоть до удаления и изменения системных файлов, а также "неудаляемых" и "неизменяемых" без прав суперпользователя программ, таких как встроенные Сервисы и Службы Google, или приложения, предустановленные в сборку производителем, которые не используются, занимая место на диске и исполняясь в фоне без ведома пользователя, замедляя производительность и вызывая "тормоза" и зависания.
- Появляется возможность создавать, переименовывать, менять дату и время создания и переименования, редактировать и различными способами изменять файлы системы[2]. Для неопытного пользователя это "минус", поскольку таким способом он может нарушить функционирование операционной системы, получив в итоге "кирпич", который не сможет загрузиться без полной перепрошивки.
- Можно настраивать гаджет как угодно пользователю, увеличивать громкость динамика, проводить системную настройку камеры, редактировать чувствительность микрофона, редактировать диски файловой системы, сменить системный шрифт, boot-анимацию и т. д.;
- Возможность тонкой настройки и разгона/посадки процессора;
- Редактирование системных файлов (включая vold.fstab);
- Изменение содержимого директории /system (только Full Root);
- Кардинальная очистка встроенной памяти (скрытый кэш, или dalvik cache) с помощью recovery или программ наподобие SDMaid Pro;
- Использование всех функций программ, требующих root для полноценной работы (для некоторых или всех функций);
- Полная блокировка рекламы в приложениях и играх, что также повышает производительность и снижает бесполезно используемый трафик интернета, что позволяет помимо прочих преимуществ сэкономить деньги;
- Все возможности для взлома приложений;
- Возможность повысить уровень безопасности приложений путём тонкого контроля доступа к различным компонентам системы — аккаунтам, файлам, календарям, звонкам, SMS, камере, микрофону и т. д.